# Fiat 500 (1957)
El Fiat 500 es un automóvil del segmento A fabricado por la empresa italiana Fiat entre los años 1957 y 1975. Lanzado a la venta como la Nuova 500 (el Nuevo 500) en julio de 1957, fue promocionado como un coche urbano barato y práctico, con el fin de afrontar los altos niveles de congestión en las ciudades italianas.
El Fiat 500, cariñosamente llamado en Italia "Cinquino", "Topolino" en Colombia, "Fito" en Chile, es sin dudas uno de los automóviles italianos más famosos. En 2017, Fiat celebró el 60 aniversario del coche con una exhibición en el MoMA de Nueva York y recibió uno de los Corporate Art Awards de pptArt, en un evento organizado por el presidente de la República Italiana Sergio Mattarella en el Palacio del Quirinal.

## Introducción histórica
Todo procede de una idea de Benito Mussolini en el año 1930, el Duce había convocado al Senador Giovanni Agnelli para informarle de la "improrrogable necesidad" de motorizar a los Italianos con un vehículo económico que no superase el costo de 5000 liras.
Una idea de gran impacto de propaganda, que el apenas electo canciller Hitler se apresuró a copiar, convocando a Ferdinand Porsche y proponiéndole realizar un automóvil por un costo no superior a los 1000 marcos alemanes; un modelo que acabaría siendo famoso con el nombre de Volkswagen Escarabajo.

### El 500 que no nació

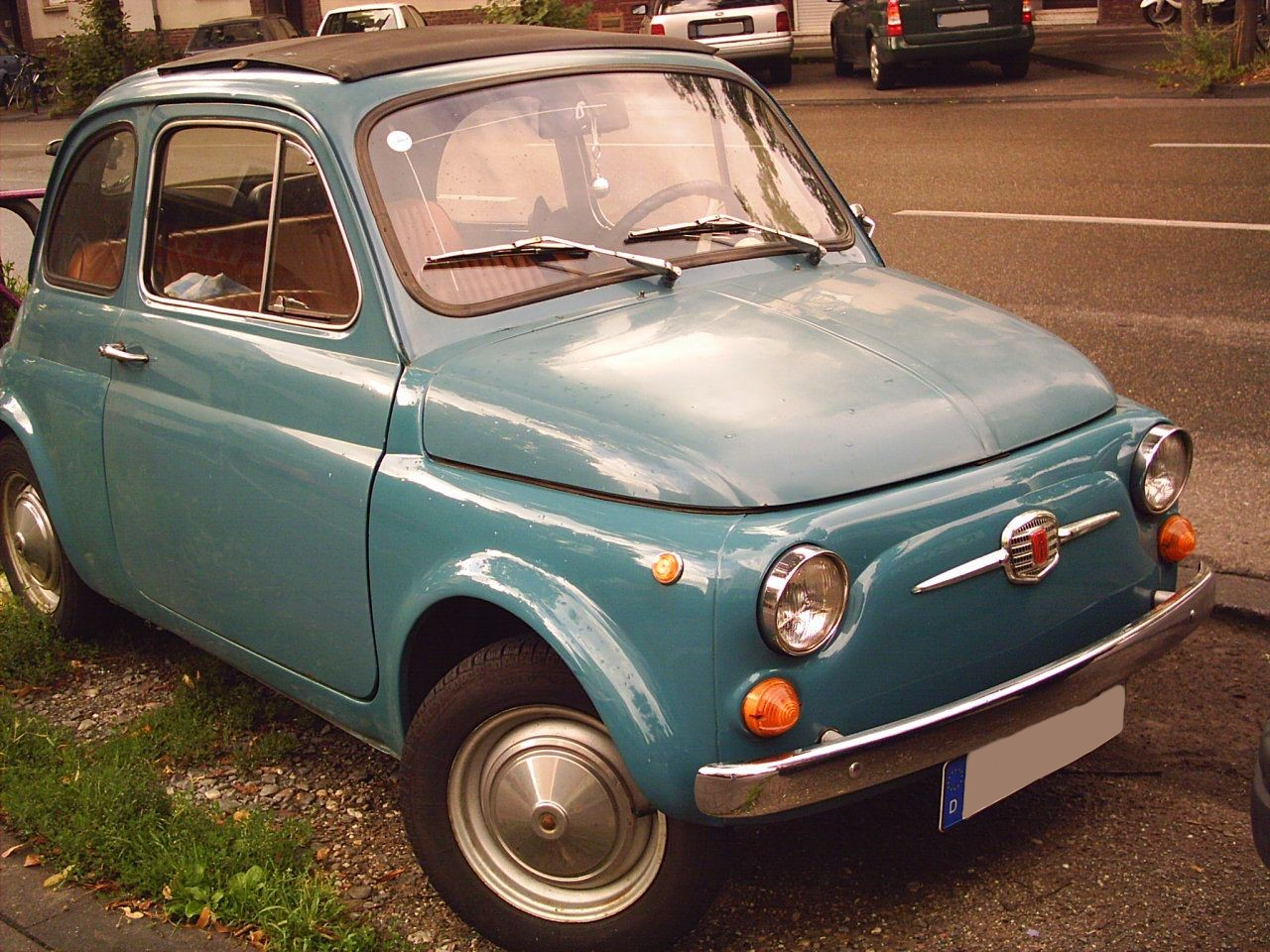
Fiat 500

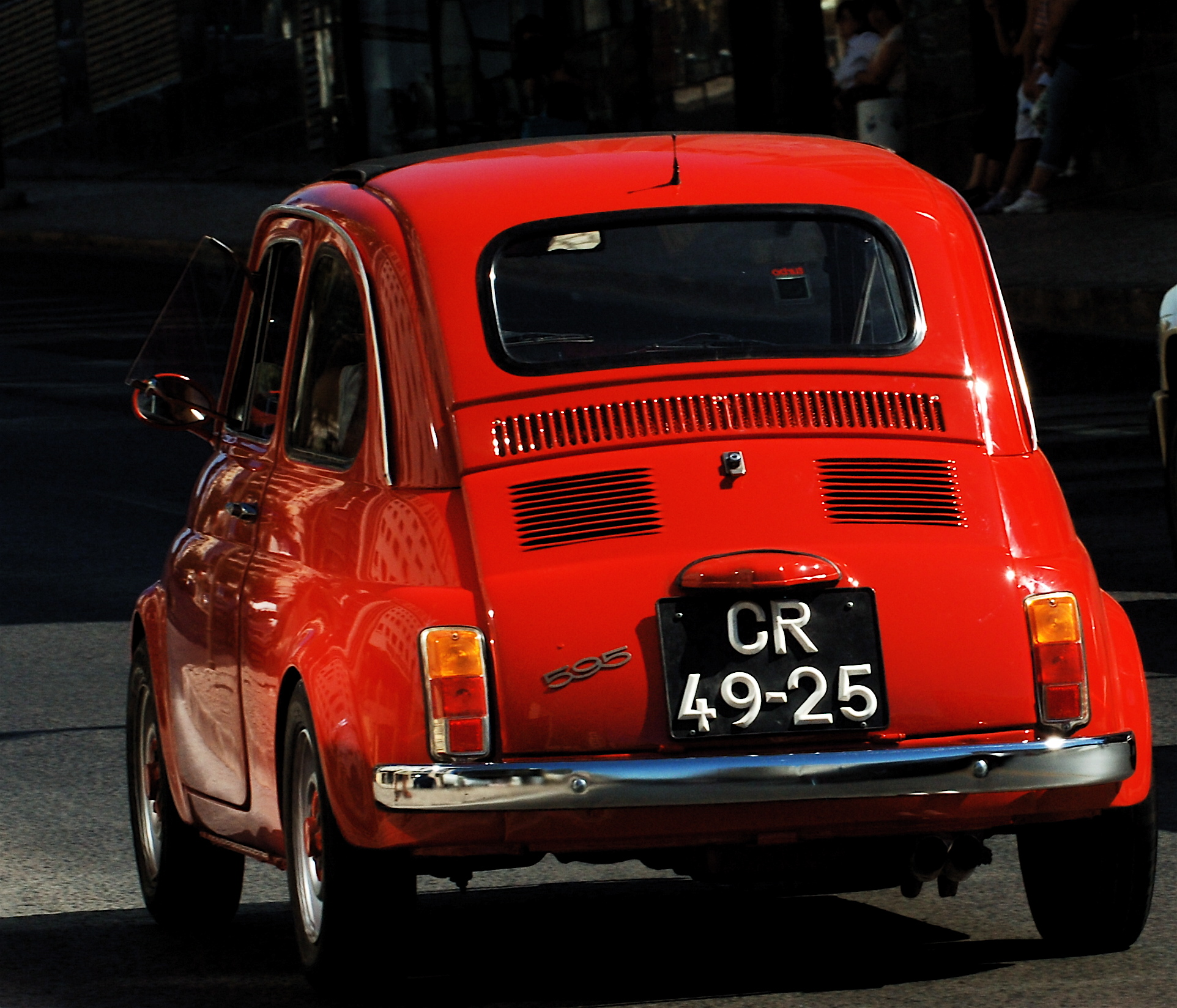
E Fiat 500 es considerado uno de los primeros automóviles (micro) urbanos

Preocupado por el complicado encargo, al cual hubiera deseado renunciar, Agnelli dejó la cuestión a los proyectistas de la oficina técnica de Fiat, que se dividieron en dos corrientes de pensamiento opuestas. La primera consideraba posible conseguirlo con tecnología y esquemas ya utilizados por la Fiat, ahorrando empleados y materiales. La segunda, evaluando que la empresa turinesa no se encontrara en situación de fabricar un producto adecuado en poco tiempo, proponía confiar el proyecto a Oreste Lardone, un técnico fabuloso, que había realizado otros prototipos de vehículos económicos para Italia.
En principio la decisión de la dirección de Fiat, fue la de seguir adelante con ambas hipótesis de trabajo, encargando a la oficina técnica un proyecto de modelo siguiendo los estándares de la empresa, y a la vez, le contrata a Oreste Lardone, asignándole un reto sumamente difícil y un pequeño grupo de técnicos y obreros.
Lardone no puede creer, el disponer de todo el potencial de Fiat para llevar adelante sus propias ideas. En principio el nuevo automóvil deberá tener cuatro plazas y se moverá mediante motor de dos cilindros 500 cc, refrigerado por agua / aire, y dotado de tracción delantera.
Dante Giacosa está presente el verano de 1931 cuando el prototipo del 500 Tutto Avanti está listo para la primera salida, el proyectista y el senador Agnelli, impaciente por verificar el producto y telegrafiar la buena noticia a Mussolini. En un antecesor del Fiat 500, después de recorrer tranquilamente algunos kilómetros, se produjo un incendio durante una subida que fuerza a los ocupantes a saltar a tierra. El incidente seguramente se debió a un hecho mecánico superficial, pero el senador prohibió la fabricación de automóviles Fiat de tracción delantera, mientras Lardone recibe inmediatamente el beneplácito.
El proyecto del pequeño vehículo proseguirá sin entusiasmo hasta octubre de 1932, cuando el Duce visita la factoría de improviso.
El verdadero motivo de la repentina falta de ideas, de la oficina de proyectos (Antonio Fessia e Tranquillo Zerbi) se debía a que estaban todavía convencidos de que el modelo correcto era aquel prohibido de Ladrone, y probablemente no quisieron seguir un proyecto claramente erróneo, solo por respaldar la insustancial fobia del senador.
El mismo Fessia confía el encargo a Dante Giacosa, un joven ingeniero que era por ese entonces su asistente en la proyección del Balilla, considerándolo el hombre justo para realizar aquello que la dirección de la empresa esperaba.

### El 500 Topolino
Artículo principal: Fiat 500 (1936).

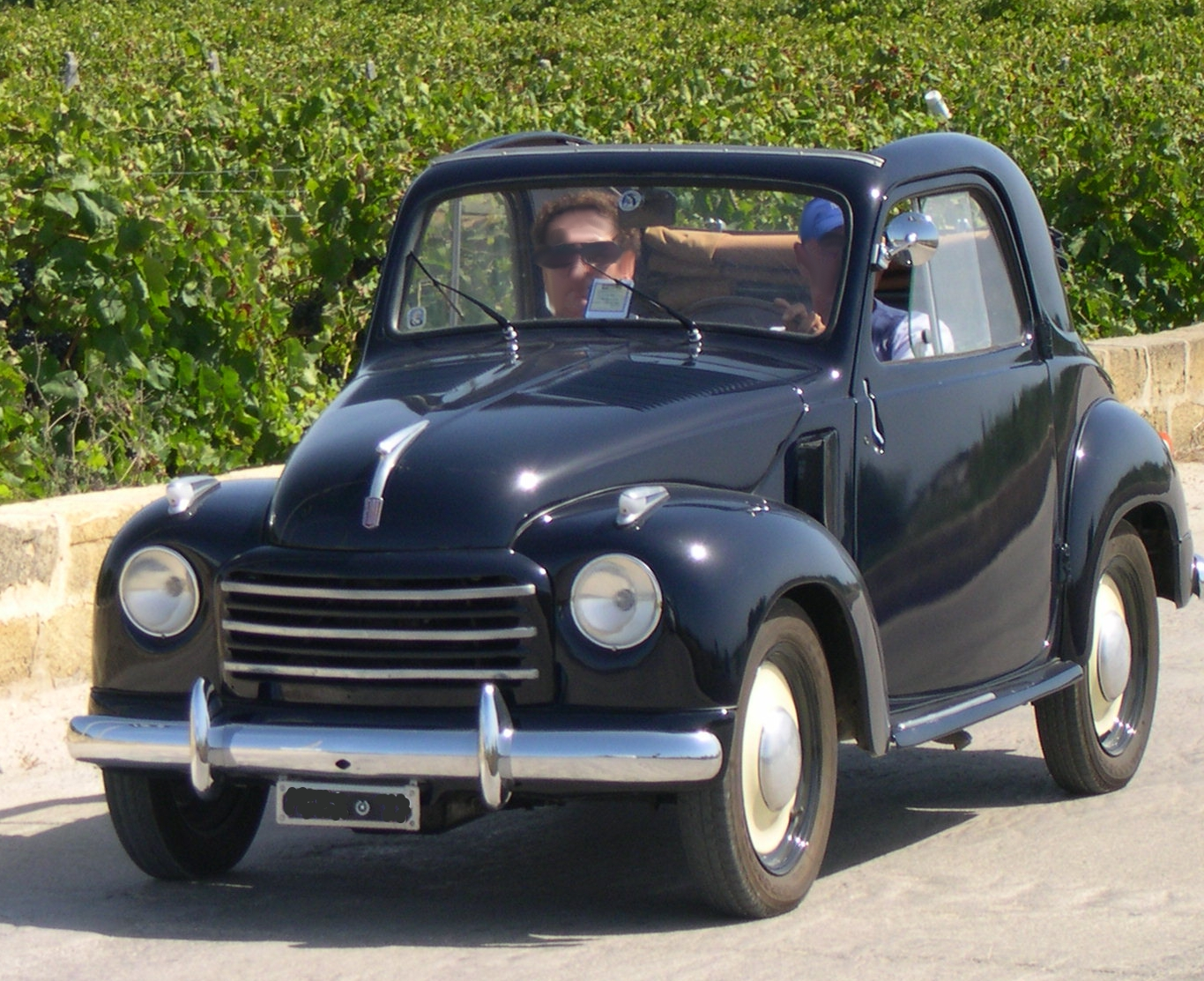
Fiat 500 "Topolino" en la calle.

Dante Giacosa toma las riendas del proyecto y después de meses de diseños enfermizos y cálculos, resulta una copia en reducidas dimensiones del Balilla. El 15 de junio de 1936, se pone a al venta el Fiat 500 A, posteriormente nombrada Topolino. Un vehículo modesto por técnica y prestaciones, cuyo precio fue de 8.900 liras (veinte veces el sueldo de un operario especializado). Entretanto, en el mismo año Porsche tenía el prototipo definitivo del Volkswagen Escarabajo y lo ofrecía en preventa por 990 marcos, cinco veces el sueldo de un obrero especializado.
El Topolino alcanzará a lograr un discreto triunfo, gracias a la fama de los automóviles italianos; de hecho en la Italia del 1936 circulaban solo 222.000 para 42 millones de habitantes (cerca de un vehículo cada 220 personas), un recuento diez veces inferior al de Francia y cuarenta veces inferior al de EE. UU. en el mismo año. La producción del 500 Topolino continuó hasta después de la Segunda Guerra Mundial.
En 1945, a la muerte del senador Agnelli, Antonio Fessia que había creído poder dar a Fiat un paso adelante en tecnología, proponiendo un vehículo de soluciones avanzadas, pero no seguro de la decisión de los altos cargos de la empresa, renunció y se fue a Lancia donde, finalmente, pudo darle cuerpo a su idea y proyectar aquellas obras maestras de la técnica que llevan el nombre de Flavia y Fulvia.
Fessia creó un patrimonio experimental enorme que en pocos años llevó a Lancia a una supremacía y un prestigio internacional, que en la historia del automovilismo moderno, solamente Alfa Romeo y Citroën fueron capaces de conquistar. Después de la muerte de Fessia en 1967, Lancia es vendida a Fiat, con todo el capital tecnológico que permitiría a la marca turinesa, la producción de modelos competitivos con el resto de la producción europea.

## Nuova 500
Al principio de la postguerra, Fiat estaba dirigida por Vittorio Valetta, a quien se le había confiado el reto de motorizar a la nueva Italia Republicana. Pero la empresa disponía de un capital tecnológico modesto, sea por el ya comentado estancamiento proyectual, o por los bombardeos que la habían golpeado severamente.
Si en los años 1930 el proyecto Topolino no era innovador, en los años 1950 fue superado por la competencia. La disminución de las ventas, y los pocos vehículos exportados, contribuyeron a construir un vehículo más moderno y económico.
Valletta, entonces encarga a Dante Giacosa el diseño de un nuevo vehículo.
Y es justamente en esta dificultad, que Giacosa se destaca como el hombre justo para el puesto es ese momento. Quizás no es un gran innovador, pero Giacosa es un hombre fuertemente pragmático, que se dispondrá a realizar una gran tarea con los medios que dispone la empresa.
La idea sobre la cual trabajar, llega inesperadamente por parte de Hans Meter Bauhof, un joven empleado alemán de la Deutsche-Fiat de Weinsberg, que en el año 1953, envía a la casa de Turín los diseños de un pequeño automóvil para dos personas, inspirada en las formas del célebre escarabajo, motorizada con un propulsor a dos tiempos. Respecto al Escarabajo, el volumen se reducía casi a la mitad y también en número de puestos a ocupar que serían dos en lugar de cuatro, y además sería con propulsión y motor traseros.
Giacosa examina el proyecto de Bauhof, inmediatamente desaprueba el motor, pero en cambio la carrocería y el esquema técnico le parecen perfectos para obtener un bajo costo de producción. Los tiempos necesarios para proyectar y poner en marcha un motor diferente no son compatibles con la urgencia de poner un nuevo modelo en el mercado, por lo tanto Giacosa decide realizar un 500 de carrocería pero que continuara con el antiguo motor del Topolino, y es así como nace el Fiat 600, un híbrido entre el pasado y el futuro, que la Fiat pone en venta en el año 1955, obteniendo un éxito inmediato.
Una vez contentada a la empresa y con la cadena de montaje funcionando a pleno ritmo, Giacosa puede dedicarse con calma al motor del Nuevo 500.
Son terminadas y probadas las unidades prototipo y motor de cuatro tiempos a gasolina, y mecánica de dos cilindros refrigerada por aire, con varias configuraciones, de las cuales es elegida la del motor longitudinal con dos cilindros en línea, refrigerado por aire, 479 cc de cilindrada- 13 CV. Para reducir las vibraciones producidas a causa de la configuración de los cilindros, el motor se monta sobre muelles anclados a una barra transversal posterior que será pronto una de las características más destacables del Fiat 500.

### La primera serie

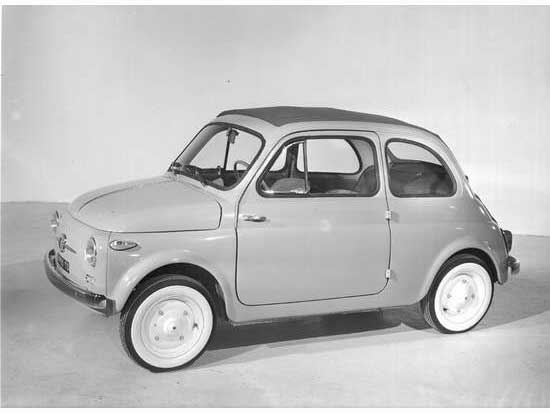
Nuevo 500 primera serie.

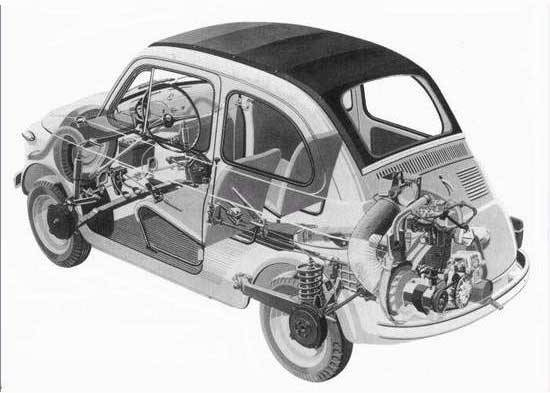
Nuevo 500 primera serie.

El automóvil se presenta al público el 4 de julio de 1957 con el nombre de "Nuova 500", para subrayar su descendencia del 500 Topolino que llegó a su serie C y había salido de producción pocos años antes. La velocidad punta era de unos 85 km/h, y el precio de lanzamiento (alto comparado al del Fiat 600) de 490.000 liras.
Las terminaciones de la primera serie son verdaderamente espartanas, faltan sobre todo los cromados (muy solicitados por los italianos de aquellos años). Las luces se accionaban con un único mando Bosch de seis posiciones, las lunas fijas con dos deflectores laterales que abriéndolos al máximo eran molestos para las manos que se situaban sobre el volante. El techo es sustituido por una amplia capota de tela que descendía casi hasta el principio del cofre posterior. La propulsión es posterior, como casi todos los vehículos de la época, las suspensiones son las mismas que las del Fiat 600, al igual que los indicadores de dirección laterales. 
El vehículo tiene una fría acogida, dado que da una sensación demasiado básica, y también las prestaciones son motivo de crítica: el motor poco elástico, la potencia modesta, la velocidad punta es demasiado baja.
Bastaría poco para contentar a la clientela y en el mes de septiembre del mismo año sale una versión levemente mejorada, pero que no cumple con los objetivos de los posibles compradores; es entonces cuando se piensa en una mejora sustanciosa y se trabaja sobre el motor y sobre el equipamiento. En el mes de noviembre Fiat vuelve a sacar a la venta dos nuevas versiones Nuevo 500 Económico y el Nuevo 500 Estándar, presentándolos en el Salón del Automóvil de Turín.

### El 500 económico
Presentado en noviembre de 1957 en el salón de Turín es casi idéntico al de la primera serie, pero lleva el motor de 15 CV de potencia máxima y algunos pequeños detalles. Alcanza los 90 km/h, y el precio baja hasta las 465.000 liras.

### El 500 estándar
Presentado en noviembre de 1957 conjuntamente con la versión económica, en el salón de Turín, y es con la simpatía de este modelo, que Fiat pretende relanzar el Fiat 500 y cautivar a los clientes italianos.
Con un motor de 15 CV alcanza los 90 km/h, con detalles de interior y cromados en el exterior. El precio fijado es de 490.000 liras.
Con este modelo de vehículo, se inicia el boom del 500 que culminará en los años 1960 con la versión D. El pequeño vehículo agrada, las ventas suben con rapidez, y se convierte en un fenómeno social a la par del Fiat 600 o tal vez mayor, dado que lo compra tanto el que no se puede permitir otra cosa, como quien podría permitírselo todo.

### El 500 sport
Es presentado en 1958 para ofrecer un vehículo con mayor brío a los apasionados, y para relanzar posteriormente las ventas de otras versiones gracias al éxito de la imagen obtenida en ambientes deportivos con campeonatos de la misma marca, y participaciones importantes en otros de su categoría.
Las modificaciones que atañen al motor y la carrocería son numerosas. El 500 sport, es reconocido rápidamente por el techo en metal rígido, sin capota y por los detalles de pintura de la carrocería. El motor que aumenta su cilindrada hasta los 499,5 cc, la potencia sube a 21,5 CV y la velocidad supera los 105 km/h. El motor posteriormente será adoptado por las versiones D, F, L. El precio fijado sería de 560.000 liras.
Poco después llega el vehículo equipado con techo solar, el precio sería menor que para la versión de techo rígido 495.000 liras, dado que por aquellos años el costo de producción de los automóviles estaba ligado casi solo a la cantidad de chapa utilizada.
Ya en los primeros meses después del lanzamiento, se producen los primeros encuentros deportivos del 500 Sport y sería vencedor en muchos de ellos, como por ejemplo en las 12 horas de Hockenheim de 1958, donde se clasifica en los primeros 4 puestos de la categoría hasta 500 cc, incrementando con todo esto el interés del público sobre toda la gama tal y como lo esperaba la empresa.

### El 500 transformable y el 500 techo solar
En 1959 el 500 es homologado para cuatro plazas y es presentado en el Salón del Automóvil de Ginebra, en dos nuevos modelos que sustituyen respectivamente al 500 económico y el 500 estándar.
En octubre del mismo año la gama se adecúa al nuevo Código de tráfico; a partir de ahora los faros sobresaldrían de la carrocería, las tomas de aire bajo los faros serían eliminadas y en su lugar se colocarían los intermitentes delanteros, que servirían también como luces de posición, los pilotos traseros cambian de la forma redonda a la que asemeja a una gota, similares a los del Fiat 600.

### Abarth 695 SS (1964–1971)

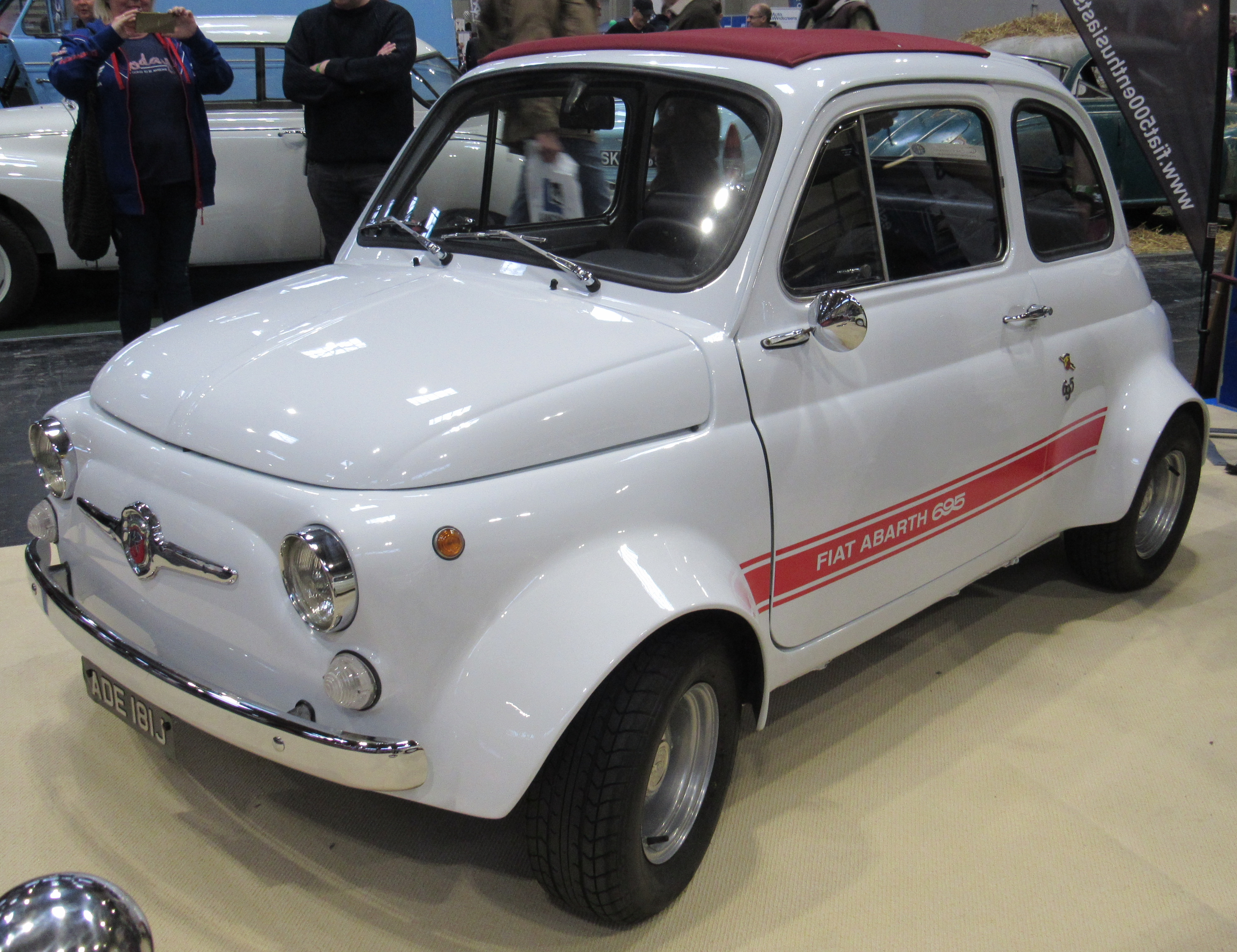
Fiat Abarth 695 SS de 1971

De todos los modelos orientados al rendimiento creados por Karl Abarth, más tarde conocido como Carlo Abarth, quizás el 695 esse esse es la mejor representación de la colaboración de la firma de escorpión con Fiat. Se produjeron alrededor de 1000 Fiat Abarth 695 SS y se cree que solamente quedan 150.
Abarth presentó su versión 695 SS en 1966, después de la presentación anterior en 1964. El diseño del motor trasero y la tracción trasera del Fiat 500 fue la base del proyecto. En comparación con la versión de producción del 500, estéticamente el 695 era prácticamente idéntico, excepto por el logotipo, la placa en la parrilla del radiador y el escudo de armas en ambos lados del automóvil. El 695 SS fue la única versión que presentaba arcos acampanados y la necesidad de levantar la cubierta del motor para mayor estabilidad y enfriamiento.
Como todos los Abarths, las diferencias se encuentran en las actualizaciones mecánicas que ayudaron a aumentar su velocidad máxima a alrededor de 140 km/h (87 mph). Se actualizaron: el motor bicilíndrico OHV 2 válvulas por cilindro, el tubo de escape, la cabeza y muelles de válvulas; además se instalaron pistones y árboles de levas especialmente diseñados. Tenía una relación cuadrada de diámetro x carrera iguales de 76 mm (2,99 plg) × 76 mm (2,99 plg), para una cilindrada total de 689,5 cm³ (0,7 L; 42,1 plg³), con una relación de compresión de 9.8:1; y el carburador Solex 34PBIC original aumentó de tamaño, que desarrollaba 38 CV (28 kW) a las 5200 rpm y 57 N·m (42 lb·pie) de par a las 4000 rpm.